# Max Eberhardt
Max Eberhardt (* 24. September 1994) ist ein ehemaliger kanadischer Snowboarder. Er startete in den Disziplinen Slopestyle und Big Air.

## Werdegang
Eberhardt nahm von 2010 bis 2017 an Wettbewerben der FIS und der TTR World Snowboard Tour teil. Dabei holte er in der Saison 2010/11 mit dem dritten Platz bei der Burton Am Series im Boyne Highlands Resort und dem ersten Rang beim Park Brawl Slopestyle in Beaver Valley seine ersten Podestplatzierungen. Im Februar 2011 startete er in Calgary erstmals im Weltcup und erreichte dabei den 21. Platz im Slopestyle. In der Saison 2013/14 siegte er beim Snowcrown Ski and Snowboard Festival in Blue Mountain und bei The Shred Show in Whistler jeweils im Big Air. In der folgenden Saison belegte er bei The Mile High in Perisher Blue den zweiten Platz im Slopestyle und siegte beim FIS-Rennen im Slopestyle in Big White. Im März 2015 wurde er in Whistler kanadischer Meister im Slopestyle. Zu Beginn der Saison 2015/16 kam er mit dem fünften Platz im Slopestyle in Cardrona erstmals unter die ersten Zehn im Weltcup. Es folgten in der Saison im Weltcup drei weitere Top-Zehn-Platzierungen, darunter zwei vierte Plätze und errang damit zum Saisonende den vierten Platz im Freestyle-Weltcup und den dritten Platz im Slopestyle-Weltcup. Bei den Snowboard-Weltmeisterschaften 2016 in Yabuli belegte er den 32. Platz im Slopestyle und den 24. Rang im Big Air.

## Erfolge
Saison 2010/11
- 1. Platz – Park Brawl Slopestyle in Beaver Valley, Slopestyle
- 3. Platz – Burton Am Series im Boyne Highlands Resort, Slopestyle

Saison 2013/14
- 1. Platz – Snowcrown Ski and Snowboard Festival in Blue Mountain, Big Air
- 1. Platz – The Shred Show in Whistler, Big Air

Saison 2014/15
- 1. Platz – Kanadische Meisterschaften in Whistler, Slopestyle
- 2. Platz – The Mile High in Perisher Blue, Slopestyle

Saison 2015/16
- 3. Platz – Slopestyle-Weltcup